# Hoplojana roseobrunnea
Hoplojana roseobrunnea är en fjärilsart som beskrevs av Rothschild 1917. Hoplojana roseobrunnea ingår i släktet Hoplojana och familjen Eupterotidae. Inga underarter finns listade i Catalogue of Life.